# آمریکا موویل
آمریکا موویل (به اسپانیایی: América Móvil) شرکت هلدینگ مخابرات مکزیکی است که بر پایهٔ تعداد مشترکین فعال، سومین اپراتور شبکه موبایل در جهان محسوب می‌شود، همچنین به‌عنوان یکی از بزرگترین شرکت‌های آمریکای جنوبی به‌شمار می‌آید.
شرکت آمریکا موویل در سال ۲۰۰۰ توسط کارلوس اسلیم تاسیس شد و هم‌اکنون از شرکت‌های موجود در فهرست فوربز جهانی ۲۰۰۰ می‌باشد. شرکت آمریکا موویل در حال حاضر ارائه‌دهندهٔ خدمات به بیش از ۲۴۶ میلیون مشترک تلفن همراه در ۱۸ کشور جهان است. دفتر مرکزی این شرکت در شهر مکزیکو سیتی قرار دارد و بخشی از سهام آن در بازارهای بورس نیویورک و بورس مکزیک معامله می‌شود.